# 新月島川
新月島川（しんつきしまがわ）は、東京都中央区を流域とする川。新月島運河とも呼ばれる。

## 概要
隅田川から浜前水門を経て分流し朝潮運河へと注ぐ全長530mの小さな川。
新月島川は中央区勝どき5丁目6丁目と3丁目4丁目を分けている。
全域が運河ルネサンス朝潮地区に指定され護岸や遊歩道の整備が推進されている。

## 生息生物
ハゼなど多くの生き物が生息している。各所でハゼなどの釣りが楽しめる。
稀にカルガモ及び、冬になるとオオバンや稀にホシハジロ、キンクロハジロ、スズガモ等のカモ類の水鳥が見られる。その他にコサギ等の鷺類野鳥が見られる。

## 橋梁
- 浜前橋
- 新島橋

## 付近の鉄道路線
- 勝どき駅徒歩5分
  - 都営地下鉄(東京都交通局)大江戸線

## 典拠
1. ↑  「運河ルネサンス朝潮地区　東京都港湾局」
2. ↑  「海の釣り場情報」

座標: 北緯35度39分28秒 東経139度46分23秒 / 北緯35.65778度 東経139.77306度